# محمود عبد المنصف
محمود عبد المنصف لاعب كرة قدم مصري في مركز حراسة المرمى ، ويلعب حاليًا لنادي الزمالك قطاع الناشئين.

وقد انضم لناشئي نادي الزمالك قادمًا من فريق سماد أبو قير، وتم تصعيده للفريق الأول تحت قيادة أحمد حسام وأيمن طاهر ، وتم استدعاءه أيضًا من قبل محمد حلمي للانضمام للفريق الأول استعدادًا لمواجهة الداخلية في الجولة الثالثة عشر للدوري.

## روابط خارجية
- محمود عبد المنصف على موقع قاعدة بيانات كرة القدم.إي يو (الإنجليزية)